# NGC 7320C
 NGC 7320C is een balkspiraalstelsel in het sterrenbeeld Pegasus wat deel uitmaakt van het Kwintet van Stephan. Het hemelobject werd ontdekt door de Franse astronoom Édouard Jean-Marie Stephan.

## Synoniemen
- MCG 6-49-43
- NPM1G +33.0467
- PGC 69279